# Сантопадре
Сантопадре (итал. Santopadre) је насеље у Италији у округу Фрозиноне, региону Лацио.
Према процени из 2011. у насељу је живело 395 становника. Насеље се налази на надморској висини од 728 м.

## Становништво
Према резултатима пописа становништва 2011. у општини је живело 1.410 становника.
| 1931. | 1936. | 1951. | 1961. | 1971. | 1981. | 1991. | 2001. | 2011. |
| ----- | ----- | ----- | ----- | ----- | ----- | ----- | ----- | ----- |
| 2.422 | 2.444 | 2.498 | 2.010 | 1.984 | 1.886 | 1.751 | 1.649 | 1.410 |